# باغ شاه (لنجان)
باغ شاه (لنجان)، روستایی از توابع بخش مرکزی شهرستان لنجان در استان اصفهان ایران است.

## جمعیت
این روستا در دهستان خرم‌رود قرار دارد و براساس سرشماری مرکز آمار ایران در سال ۱۳۸۵، جمعیت آن ۸۱ نفر (۱۹خانوار) بوده‌است.